# Eliana Kertész
Maria Eliana Pires Mascarenhas Kertész (Conceição da Feira, 14 de maio de 1945 — Salvador, 26 de março de 2017) foi uma artista plástica brasileira.
Formou-se em Administração de Empresas pela Universidade Federal da Bahia, assim como seu ex-marido Mário Kertész. Em sua atuação política, Eliana se tornou a vereadora mais votada da capital baiana pelo PMDB, em 1982, com 17,3% dos votos válidos. Licenciou-se do mandato de vereadora em dezembro de 1985, assumindo a Secretaria da Educação e Cultura de Salvador, na segunda gestão de Mário Kertész (1986-1989).
Entre várias obras artísticas que fez, estão as famosas esculturas das gordas, como a no bairro de Ondina.
Morreu em Salvador, em 26 de março de 2017, aos 71 anos, vítima de câncer.

## Ligação externa
- Galeria de Artes Canvas (São Paulo) Página acessada em 15 de setembro de 2012